# 立命館禁衛隊
立命館禁衛隊（りつめいかんきんえいたい）は、1928年（昭和3年）から1945年（昭和20年）にかけて立命館大学に存在した私設警備組織。

## 沿革

### 前史

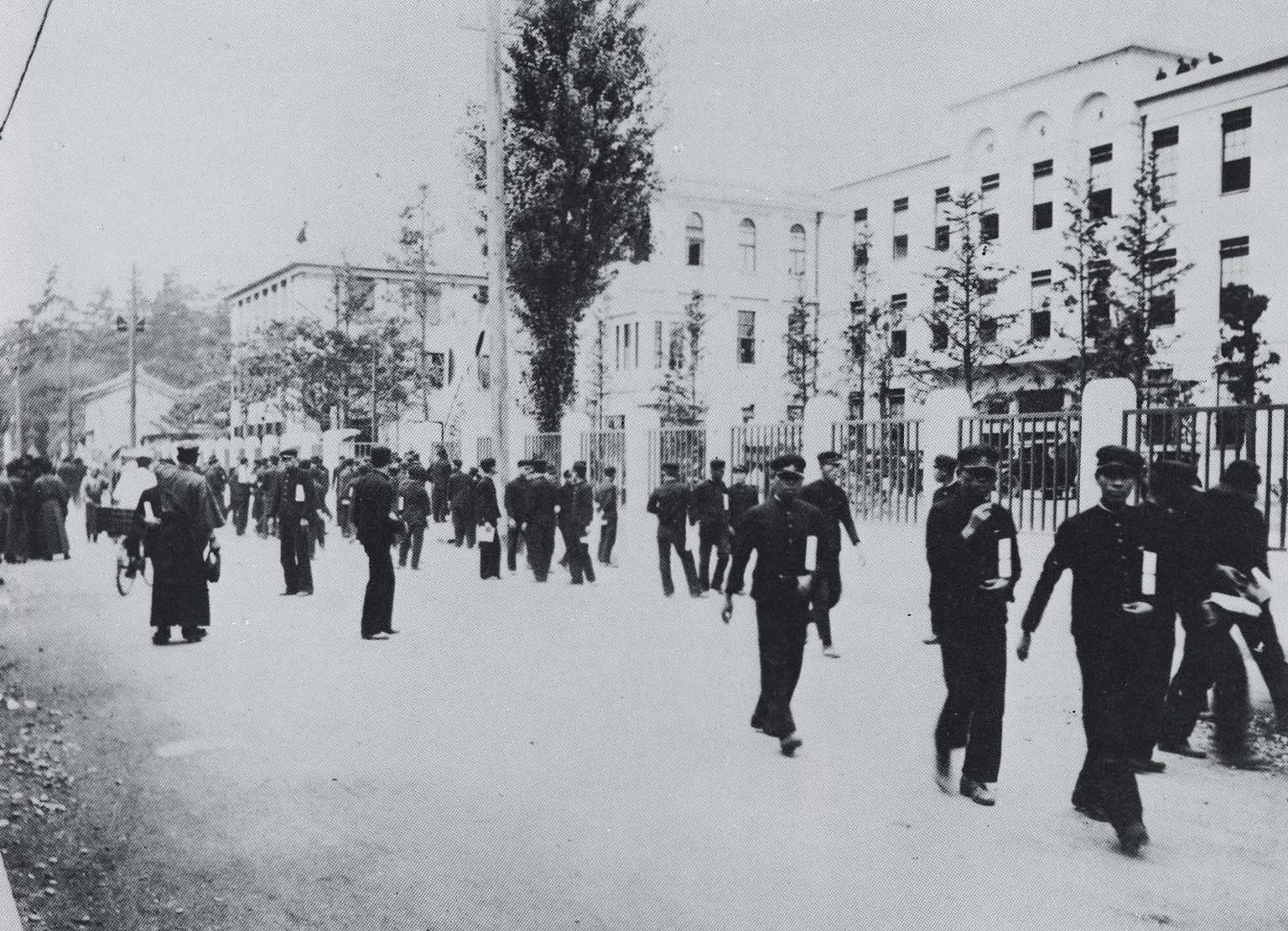
1930年（昭和5年）頃の立命館大学広小路学舎

立命館禁衛隊は、1928年（昭和3年）に昭和天皇の即位の礼が京都で挙行された際、期間中の京都御所警護の奉仕をするという目的を掲げて設立された。当時の立命館大学は河原町広小路にキャンパスを有しており、京都御所に近接していたため、当初は有志学生約30人が自主的に作った組織であった。
この取り組みを知った大学当局は、即位の礼による禁衛隊の働きが立命館の存在を社会にアピールする機会と捉え、大学の学部・予科・専門学部の学生・生徒約1950名と、中学校の生徒約700名を編成し、全学園を挙げた組織へと発展させた。軍隊編成を擬して総司令には田島錦治学長、参謀長には中川小十郎館長が就任し、その下に各教授のほか、所属する部活動や学年から銃隊、杖術隊、剣道隊、柔道隊、軍楽隊、自転車隊など組織された各隊に学生が配置された。

### 即位の礼期間中の活動
禁衛隊の活動は昭和天皇が御所駐在中である11月7日から26日にかけての20日間行われ、昼間服務は中学部隊、17時から翌朝5時までの夜間服務は大学部隊が御所の巡察を行った。巡察のほかには、天皇警護のために上洛した近衛歩兵第3連隊、近衛歩兵第2連隊・警視庁警察隊の接待や提灯行列を行っている。22日に御所に近接する同志社大学の有終館が火災にあった際は、禁衛隊が出動して20m間隔に銃剣で武装した中学部隊が御所を守り、火災現場へは大学部隊が出動し鎮火まで警戒に当たった。その際に彰栄館の鐘の音を聞いて駆け付けた同志社の寄宿舎生が、立命館の禁衛隊員に銃剣を突き付けられる事故が起きている。

### 即位の礼終了後
当時の世相は禁衛隊に対して好意的であり、期間中は多くの寄付を集め、新聞なども好意的に報道する傾向が見られた。かなりの社会的注目を浴びたことを受けて即位の礼終了後も禁衛隊の活動は続き、結成翌年の1929年（昭和4年）からは新入生全員が入学と同時に禁衛隊に編入されることになった。これ以後も1930年代以降は、禁衛隊の中隊・小隊単位での行軍や天皇陵の参拝、軍事教練などが実施されていった。
戦前までの立命館大学は、「禁衛立命」と呼称されるように国家主義的な校風を有しており、1941年（昭和16年）には満洲事変の立役者として知られる石原完爾を所長に迎えて国防学研究所を開設するなど、時局に同調した動きをしていた。同年5月7日にはすべての体育会の解散がなされると同時に関連校を含めた全学園の学生・生徒が禁衛隊傘下に統合された。これは、禁衛隊が従来の学生の自治的組織から、総長が統括する学園の包括的組織へ再編される改革が行われたことを示している。同年8月8日に文部省より高等専門学校以上の全学校に「学校報国隊（団）」の編成が訓令されると、禁衛隊も戦時体制化を進めていった。

### 禁衛隊の終焉
太平洋戦争終結後の立命館大学においては、禁衛隊の存在が天皇制による国家主義イデオロギーを象徴するものとされ、GHQによる学園の民主化指令に反するものとして、大学廃校や改組の危機に陥った。従来の国家主義的な校風から民主主義的な校風へと転換することが求められた立命館は、1945年（昭和20年）12月3日に行われた協議員会にて従前の寄付行為から禁衛隊精神を表した字句を削除した。これにより立命館禁衛隊は名実ともに消滅した。

## 校歌

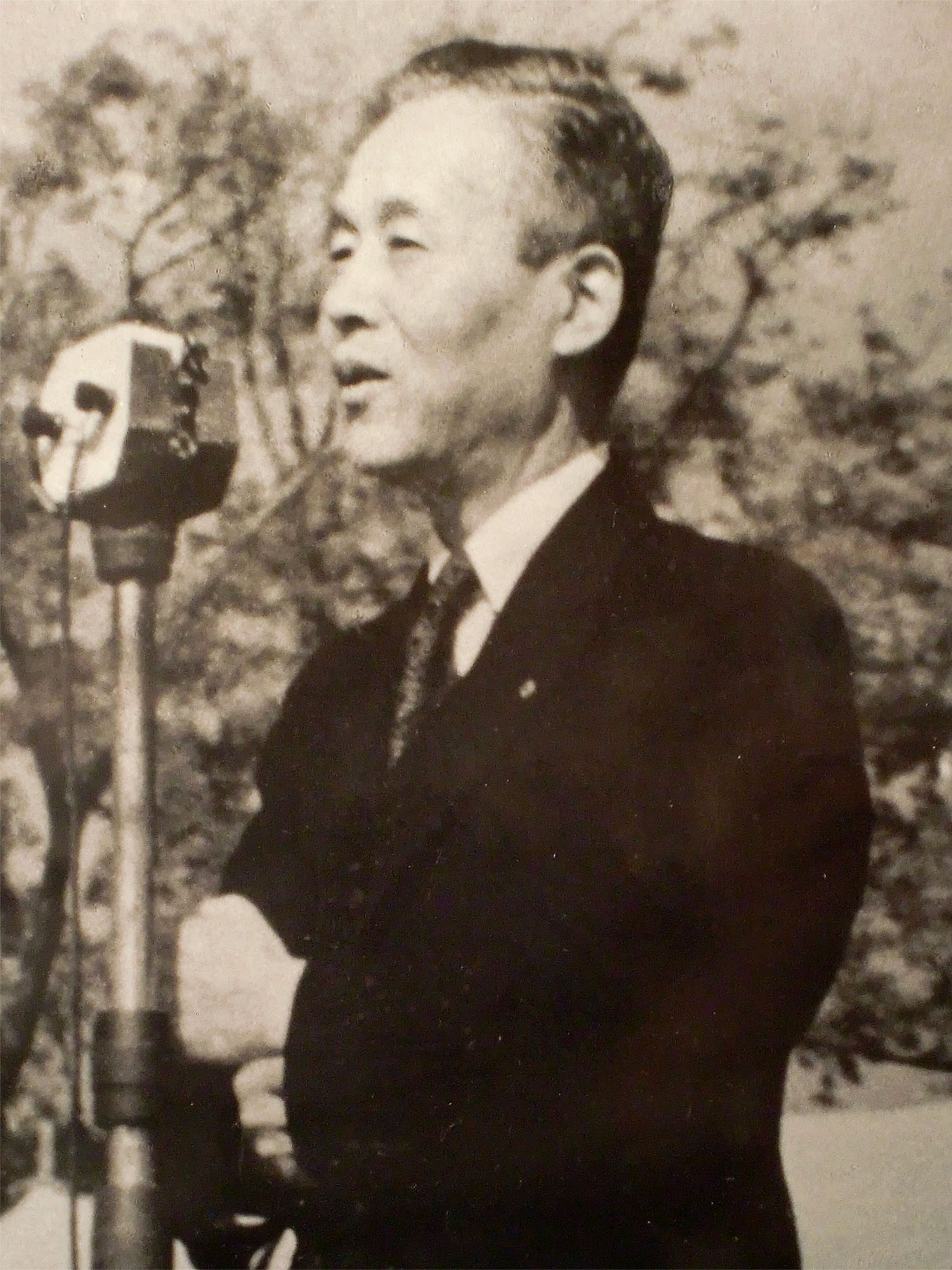
総長就任直後の末川博（1947年）

1931年（昭和6年）に制定された「立命館大学校歌」（作詞：明本京静）の2番歌詞には、「禁衛立命」という語が入っていた。禁衛隊消滅後の1948年（昭和23年）には、末川博総長から「平和と民主主義」を掲げる新しい教学理念に合わないことを理由に2番歌詞の改廃が理事会に提案されたが、議事録の記録によれば「審議の結果学生の輿論（よろん）に一任することに決定」として、2番歌詞はその存在を忘れられていったものの、正式に廃止されることなく放置された。
1990年（平成2年）に大学新聞社が2番歌詞を再発見したことをきっかけに、学生や同窓生から学園の精神に合わないという指摘を受けて、理事会は正式な廃止を決意し、全学協議会や各学部教授会の賛同を経た上で、5月25日の理事会で2番歌詞の廃止が正式に決定された。